# Кавалеры ордена Святого Георгия III класса К
Кавалеры ордена Святого Георгия III класса на букву «К»
Список составлен по алфавиту персоналий. Приводятся фамилия, имя, отчество; звание на момент награждения; номер по спискам Григоровича — Степанова и Судравского; дата награждения. Лица, чьи имена точно идентифицировать не удалось, не викифицируются. Курсивом выделены кавалеры, получившие орден за службу в частях Восточного фронта Русской армии во время Гражданской войны.
- Каблуков, Платон Иванович, генерал-лейтенант, № 424, 9 апреля 1831
- Казачковский, Кирилл Фёдорович, генерал-майор, № 231, 24 августа 1812
- Кайсаров, Паисий Сергеевич, генерал-майор, № 284, 25 марта 1813
- Каледин, Алексей Максимович, генерал-лейтенант, 3 ноября 1915
- Калитин, Пётр Петрович, генерал от кавалерии, 17 мая 1915
- Каменский, Михаил Федотович, генерал-майор, № 24, 1 ноября 1770
- Каменский, Николай Михайлович, генерал-майор, № 150, 8 апреля 1807
- Канцеров, Павел Григорьевич, генерал-майор, 14 марта 1918
- Каппель, Владимир Оскарович, генерал-майор, 11 сентября 1919
- Капцевич, Пётр Михайлович, генерал-лейтенант, № 238, 20 октября 1812
- Караулов, Пётр Иванович, капитан, № 29, 12 апреля 1771
- Карл I, князь Румынский, № 543, 5 сентября 1877
- Карл, принц Мекленбург-Шверинский, генерал-майор, № 183, 20 мая 1808
- Карл Фридрих Август, герцог Мекленбург-Стрелицкий, генерал-майор австрийской службы, № 348, 10 декабря 1813
- Карницкий, Александр Станиславович, генерал-майор, 15 июня 1917
- Карпенков, Моисей Иванович, генерал-майор, № 335, 29 октября 1813
- Карпов, Аким Акимович, генерал-майор, № 299, 3 июня 1813
- Катцлер фон, генерал-майор прусской службы, № 394, 24 сентября 1818
- Кауфман, Константин Петрович фон, генерал-лейтенант, № 512, 6 апреля 1868
- Каховский, Пётр Демьянович, генерал-майор, № 155, 8 апреля 1807
- Кашталинский, Николай Александрович, генерал от инфантерии, 4 августа 1916
- Келлер, Фёдор Артурович, генерал-лейтенант, 11 мая 1915
- Кемпт, Джеймс, генерал-майор великобританской службы, № 385, 6 августа 1815
- Керн, Фёдор Сергеевич, капитан 1-го ранга, № 498, 29 февраля 1856
- Кесселер, Эдуард Фёдорович, генерал-лейтенант, № 506, 8 сентября 1859
- Кикин, Пётр Андреевич, генерал-майор, № 266, 5 февраля 1813
- Кинсберген, Ян Хендрик ван, капитан 2-го ранга, № 48, 26 ноября 1775
- Кирхбах, Гуго фон, генерал от инфантерии прусской службы, № 520, 27 декабря 1870
- Клинтон, Генри, генерал-лейтенант великобританской службы, № 384, 6 августа 1815
- Кличка, Франц Николаевич, полковник, № 36, 30 июля 1773
- Клокачёв, Федот Алексеевич, капитан 2-го ранга, № 49, 26 ноября 1775
- Кнорринг, Карл Богданович, генерал-майор, № 344, 11 ноября 1813
- Ковторадзе, Алексей Гаврилович, генерал-майор, № 574, 30 марта 1879
- Кожин, Сергей Алексеевич, генерал-майор, № 140, 8 января 1807
- Кожухов, Михаил Гаврилович, капитан 2-го ранга, № 54, 26 ноября 1776
- Козелков, Пётр Андреянович, полковник, № 579, 24 января 1881
- Козен, Пётр Андреевич, генерал-майор, № 339, 29 октября 1813
- Козлянинов, Тимофей Гаврилович, контр-адмирал, № 57, 18 июля 1788
- Коллоредо-Мансфельд, Иероним, фельдмаршал австрийской службы, № 320, 9 сентября 1813
- Кологривов, Андрей Семёнович, генерал-лейтенант, № 178, 20 мая 1808
- Колпаковский, Герасим Алексеевич, генерал-лейтенант, № 523, 7 ноября 1871
- Колчак, Александр Васильевич, адмирал, 20 апреля 1919
- Колюбакин, Сергей Иванович, полковник, № 28, 12 апреля 1771
- Комаров, Константин Виссарионович, генерал-майор, № 557, 19 декабря 1877
- Кондратенко, Роман Исидорович, генерал-лейтенант, № 587, 24 октября 1904
- Коновницын, Пётр Петрович, генерал-лейтенант, № 195, 17 февраля 1809
- Константин Павлович, великий князь наследник цесаревич, № 133, 16 февраля 1806
- Коняев, Михаил Тимофеевич, капитан 1-го ранга, № 47, 26 ноября 1775
- Корнилов, Лавр Георгиевич, генерал-лейтенант, 28 апреля 1915
- Корнилов, Пётр Яковлевич, генерал-майор, № 355, 20 января 1814
- Корф, Фёдор Карлович, генерал-майор, № 154, 8 апреля 1807
- Корф, Николай Иванович, генерал-майор, № 450, 18 октября 1831
- Костенецкий, Василий Григорьевич, генерал-майор, № 246, 20 октября 1812
- Косьмин, Владимир Дмитриевич, генерал-майор, 12 сентября 1919
- Котляревский, Пётр Степанович, генерал-майор, № 264, 30 января 1813
- Коцебу, Павел Евстафьевич, генерал от инфантерии, № 493, 13 сентября 1855
- Краснов, Даниил Васильевич, генерал-майор, № 576, 2 октября 1879
- Красномилошевич (Красно-Милашевич), Василий Иванович, генерал-майор, № 94, 18 марта 1792
- Красовский, Афанасий Иванович, полковник, № 279, 20 марта 1813
- Кретов, Николай Васильевич, генерал-майор, № 250, 20 октября 1812
- Криденер, Николай Павлович, генерал-лейтенант, № 541, 4 июля 1877
- Крыжановский, Николай Андреевич, генерал-лейтенант, № 511, 26 ноября 1866
- Кудашев, Николай Данилович, генерал-майор, № 281, 25 марта 1813
- Кузнецов, Михаил Михайлович (генерал), генерал-лейтенант, № 466, 1 сентября 1849
- Кук, Джордж, генерал-майор великобританской службы, № 386, 6 августа 1815
- Куликовский, Иван Иванович, подполковник, 22 июня 1919 (посмертно)
- Кульнев, Яков Петрович, полковник, № 194, 28 января 1809
- Куприянов, Павел Яковлевич, генерал-майор, № 412, 25 июня 1829
- Курис, Иван Онуфриевич, подполковник, № 102, 2 сентября 1793
- Куропаткин, Алексей Николаевич, полковник, № 578, 24 января 1881
- Курута, Дмитрий Дмитриевич, генерал от инфантерии, № 428, 7 августа 1831
- Кутайсов, Александр Иванович, генерал-майор, № 157, 8 апреля 1807
- Кутейников, Дмитрий Ефимович, генерал-майор, № 200, 22 декабря 1809
- Кушелев, Иван Иванович, бригадир, № 69, 22 августа 1789